# Wiktor Jermiłow
Wiktor Wasiljewicz Jermiłow (ros. Виктор Васильевич Ермилов, ur. 11 listopada?/24 listopada 1909 w Jełabudze, zm. 14 stycznia 1982 w Moskwie) – radziecki ślusarz i działacz partyjny, Bohater Pracy Socjalistycznej (1957).
Skończył szkołę podstawową i szkołę zawodową w Jełabudze, później pracował w fabryce w Niewiansku. Od 1930 ślusarz w moskiewskiej fabryce "Krasnyj Proletarij", w której pracował przez 52 lata. W latach 1961–1966 członek KC KPZR. Deputowany do Rady Najwyższej ZSRR VII i VIII kadencji. Odznaczony Medalem Sierp i Młot Bohatera Pracy Socjalistycznej, dwoma Orderami Lenina, Orderem Rewolucji Październikowej, Orderem Czerwonego Sztandaru Pracy i medalami. Pochowany na Cmentarzu Kuncewskim.